# 태원석
태원석(1989년 6월 10일~)은 대한민국의 배우이다.

## 학력
- 동아방송예술대학 공연예술계열 뮤지컬

## 출연작

### 드라마
- 《아테나: 전쟁의 여신》 (2010년, SBS)
- 《복희 누나》 (2011년, KBS2)
- 《유령》 (2012년, SBS)
- 《아부쟁이 얍!》 (2015년, 웹드라마)
- 《아이가 다섯》 (2016년, KBS2)
- 《태양의 후예》 (2016년, KBS2)
- 《기억》 (2016년, tvN)
- 《월계수 양복점 신사들》 (2016년, KBS2)
- 《판타스틱》 (2016년, JTBC)
- 《역도요정 김복주》 (2016년, MBC)
- 《역적 : 백성을 훔친 도적》 (2017년, MBC)
- 《맨홀 - 이상한 나라의 필》 (2017년, KBS2)
- 《최강 배달꾼》 (2017년, KBS2)
- 《조작》 (2017년, SBS)
- 《마녀의 법정》 (2017년, KBS2) - 최용운 역
- 《의문의 일승》 (2017년, SBS)
- 《슬기로운 감빵생활》 (2017년, tvN)
- 《나쁜 녀석들 : 악의 도시》 (2018년, OCN)
- 《리턴》 (2018년, SBS)
- 《으라차차 와이키키》 (2018년, JTBC)
- 《밥상 차리는 남자》 (2018년, MBC)
- 《라디오 로맨스》 (2018년, KBS2)
- 《백일의 낭군님》 (2018년, tvN) - 국밥집 손님 역
- 《플레이어》 (2018년, OCN) - 도진웅 역
- 《아스달 연대기》 (2019년, tvN) - 바도루 역
- 《미스터 기간제》 (2019년, OCN) - 용돌이 마스코트 디자이너 역
- 《아무도 모른다》 (2020년, SBS) - 고희동 역
- 《사생활》 (2020년, JTBC) - 한손 역
- 《시지프스 : the myth》 (2021년, JTBC) - 여봉선 역
- 《유 레이즈 미 업》 (2021년, Wavve) - 김초롱 역
- 《슈룹》 (2022년, tvN) - 서함덕 역
- 《사냥개들》 (2023년, Netflix) - 강인범 역
- 《플레이어 2 : 꾼들의 전쟁》 (2024년, tvN) - 도진웅 역
- 《옥씨부인전》 (2024년, JTBC) - 화적 역 (특별출연)
- 《굿보이》 (2025년, JTBC) - 신재홍 역

### 웹예능
- 《집대성》 (2025년, 유튜브)

### 영화
- 《런닝맨》 (2013년) - 물류창고 직원 1 역
- 《몽타주》 (2013년) - 막내형사 역
- 《공즉시색》 (2015년) - 민석 역
- 《신과함께: 죄와 벌》 (2017년) - 헌병장교 역
- 《식구》 (2018년) - 취객 3 역
- 《극한직업》 (2019년) - 안산분점 조직원 4 역
- 《미드나이트》 (2021년) - 군인 2 역

### 뮤지컬
- 《까르페디엠》 (2011년) - 이일 역